# 環境野郎Dチーム
『環境野郎Dチーム』（かんきょうやろうディーチーム）は、2007年4月16日から9月17日までフジテレビ系列で毎週月曜深夜に放送されていた情報バラエティ番組である。

## 番組概要
頭文字の“D”は「団塊」、そして「Danger」（危険）の“D”を表しており、メンバーは60歳前後の熟年世代の俳優たちで構成される。昨今問題視されている「環境問題」をテーマに、地球が抱えるさまざまな問題をすべての世代に訴えていく情報バラエティ番組。番組のネーミングは、1980年代に日本でも人気を博したアメリカのアクションドラマの『特攻野郎Aチーム』（日本ではテレビ朝日が放映）が由来。
出演している大物俳優にコントをやらせる等シュールな演出が特徴である。

## 出演者
Dチームリーダー兼MC
- 伊吹吾郎

Dチームメンバー
- 麻丘めぐみ
- 小野寺昭
- 大和田伸也
- 小倉一郎
- 笹野高史

毎回、この中から5人のメンバーがDチームとしてスタジオに登場。Dチームメンバーは続々増えていく予定となっていたが、実際は伊吹、麻丘、小野寺、大和田の4人は固定、小倉と笹野がほぼ隔週で交代出演となっている。
ヤングゲスト
- 福田沙紀（第1回）
- 東原亜希（第2回）
- 磯山さやか（第3回）
- 杏さゆり（第4回）
- 矢口真里（第5回）
- 加藤夏希（第6・7回）
- 川村ゆきえ（第8回）
- 中川翔子（第9回）
- 松井絵里奈（第10回）
- 山崎真実（第11回）
- 岩佐真悠子（第13回）
- アイドリング!!!（加藤沙耶香・小泉瑠美・遠藤舞・江渡万里彩・滝口ミラ・外岡えりか・谷澤恵里香・フォンチー・横山ルリカ）（第15回）
- 佐藤寛子（第16回）
- 小池栄子（第17回）
- 金田美香（第18回）
- 三倉茉奈・三倉佳奈（第19回）
- マリエ（第20回）
- 小倉優子（第22回）

若年層の視聴率を獲得するためという番組の名目上、団塊世代とは大きく年齢のギャップのある若手女性タレント・アイドルが毎週ゲストとして登場。また、第14回ではペットボトルリサイクル討論の中で小島よしおが登場している。
その他の出演者
- 平井理央（フジテレビアナウンサー）

エンディングテーマ担当。
- クリスティーナ

「おしゃれリサイクル」の回では3回全てに出演。
ナレーター
- 政宗一成

## 内容
毎回Dチームのメンバーたちが環境問題を抱える現場に出向き、「地球が今こんなに危ない」という事実を独自の目線で体験&レポート。スタジオには団塊世代とはあきらかに世代のギャップのあるヤングゲストが登場。そしてVTRを見ながら「環境問題」に関してさまざまな世代に現状を伝え、「今私たちには何ができるのか」を一緒に考えていく。
番組構成は、Dチームメンバーのアイドリングトーク（レギュラー出演者は明らかにアドリブではなく台本をそのまま棒読みした喋り方ではあるが、これも番組においての演出とされている模様）→ヤングゲスト紹介→メンバーのリポート→リポートVTRを見て、Dチームとヤングゲストとの噛み合わないスタジオトーク（→平井のエンディングテーマ）→吾郎とめぐみのおまけコーナー→大和田の締め台詞、という流れとなっている。

### Dチームリポート
- 「ハリセンボン大量発生」（第1回・提案者：小野寺昭）
- 「絶滅危惧種の問題」（第2回・提案者：伊吹吾郎）
- 「生活排水による水質汚染」（第3回・提案者：大和田伸也）

実際に大和田は取材に行っていない。ただし、水質汚染に効果のある「EMだんご」をDチームメンバーとゲストの磯山がスタジオを飛び出して日本橋まで一人一投ずつ川に投げ入れた。
- 「おしゃれリサイクル!モデルさんのいらない服をもらおう!!Part1」（第6回・提案者：伊吹、大和田）
- 「おしゃれリサイクル!モデルさんのいらない服をもらおう!!Part2」（第7回・提案者：同上）
- 「ドジョウ捕りの達人ルー大柴と日本の美しい川に行く」（第9回・提案者：伊吹、ルー大柴）

ルーはVTR登場のみでスタジオには登場せず。
- 「おしゃれリサイクル!モデルさんのいらない服をもらおう!!Part3」（第10回・提案者：伊吹、小野寺）
- 「幻の絶滅種!ツシマヤマネコを追え・完全版」（第12回・提案者：伊吹）

第2回で放送された「絶滅危惧種の問題」の完全版。
- 「寿司ねたシャコが激減!東京湾で捕獲できるか?」（第13回・提案者：伊吹、小野寺）
- 「環境問題「ほんとはどうなの?」討論〜ペットボトルリサイクルの是非〜」（第14回）
- 「伊吹吾郎の地球温暖化残念ランキング」（第15回）
- 「環境問題どーなってるの?答えてちょーだい〜水着ギャルに聞いた環境問題 意識調査〜」（第16回）
- 「過酷な富士登山!山頂の石の落書きを撤去せよ」（第17回・提案者：伊吹、小野寺）
- 「地球が泣いてる 衝撃映像SP2」（第18回）
- 「地球に優しいエコ自慢コンテスト」（第20回）
- 「過酷な富士登山!山頂の石の落書きを撤去せよ〜完全版〜」（第21回）

### 環境かるた
第4回より始まったコーナー。様々な環境問題を日本の古きよき文化であるかるたの形にして紹介する。カッコ内は詠み人。
- 「あンデスの氷河が減っているんです」（伊吹）
- 「いつの間に氷が消えたキリマンジャロ」（伊吹）
- 「うみの底サンゴの悲鳴が聞こえるかい」（大和田）
- 「えんそくに来たはいいけどヒビ割れだ」（伊吹）
- 「おん暖化ツバルがもうすぐ沈みそう」（伊吹）

### クイズ環境問題
第5回より始まった不定期コーナー。司会は小野寺昭と麻丘めぐみ。小野寺、麻丘以外のDチームメンバーとヤングゲストが環境問題について、どれくらい理解しているかを環境に関する重要なキーワードをクイズにして出題する。

### 吾郎とめぐみのおまけコーナー
『お笑いマンガ道場』の「だん吉・なお美のおまけコーナー」をパロディ化した番組最後のコーナー。毎週、視聴者から送られてくる環境に関する質問を伊吹と麻丘が答えたり、チーム・マイナス6%のDチームとしての活動状況を報告する。2人の後ろには似顔絵が書かれたイラストやお便りなどが貼られている。時間が足りなくなった場合は、お便りは紹介せず、告知のみとなる。時間が足りなかった場合の、伊吹「今日は時間がないんです」、麻丘「じゃあ、やらなきゃいいじゃないですか」、伊吹「なきゃないで寂しいじゃないですか」という伊吹と麻丘の掛け合いは定番となっている。また、伊吹はたまに京都で購入したブルガリのサングラスをかけて登場する。これは、長文の告知を読む際に伊吹の視線がカンペに釘付けになるのをごまかすための措置と思われる。事実サングラスをかけて登場する際には長文の告知を読んでいる。第8回には、ゲストとして小野寺昭も参加した。更に、第9回と第10回は小野寺の他にも大和田と小倉も参加し、計5人でコーナーを進行した。

### チーム・マイナス6%
伊吹が2007年5月5日にフジテレビで開催された環境イベント「ガチャピン&ムックといっしょに学ぼう!ストップ温暖化」に参加し、そこで環境省地球環境審議官・小島敏郎と知り合ったことがきっかけとなり、Dチームが環境省より、チーム・マイナス6%の加入を要請されることになった。第9回のおまけコーナーにて、麻丘、小野寺、大和田、小倉は加入を快諾したが、加入のきっかけとなった伊吹だけが「Dチームというチームが別のチームに入るのはおかしい」という理由で一人加入を固辞した。結局、伊吹以外の麻丘、小野寺、大和田、小倉、そしてその場にはいなかったが笹野も2007年6月12日に正式にチーム・マイナス6%の一員となった。また、始めは加入することに難癖をつけていた伊吹も結局6月19日に加入することとなり、現状のDチームメンバーは全員加入した。

## エンディングテーマ
一部の回では団塊ジュニア世代を代表し、フジテレビアナウンサー・平井理央が地球とDチームへの応援歌を歌った。第13回以降は、不定期でDチームメンバーが歌う環境クラシックとなった。
- 『グリーングリーン』（第1回・第3回）
- 『野に咲く花のように』（第2回・第5回）
- 『私だけの十字架』（『特捜最前線』主題歌、第4回・第11回）
- 『タンゴむりすんな!』（『あばれはっちゃく』シリーズ主題歌、第12回）

## スタッフ
- チーフプロデューサー：宮道治朗
- プロデューサー：坪井貴史
- 演出：木村剛、蜜谷浩弥
- ディレクター：石武士、小林智武、麻生裕久
- 構成：酒井健作、岐部昌幸、安部裕之
- アシスタントプロデューサー：倉科知美
- 制作：フジテレビバラエティ制作センター

## ネット局と放送時間
| 放送対象地域   | 放送局             | 放送日時                 | 備考         |
| -------------- | ------------------ | ------------------------ | ------------ |
| 関東広域圏     | フジテレビ         | 月曜 24時45分 - 25時10分 | 制作局       |
| 岩手県         | 岩手めんこいテレビ | 月曜 24時45分 - 25時10分 | 同時ネット   |
| 広島県         | テレビ新広島       | 月曜 24時45分 - 25時10分 | 同時ネット   |
| 長野県         | 長野放送           | 月曜 24時35分 - 25時00分 | 14日遅れ     |
| 福岡県         | テレビ西日本       | 火曜 24時50分 - 25時15分 | 15日遅れ     |
| 熊本県         | テレビ熊本         | 木曜 25時35分 - 26時00分 | 17日遅れ     |
| 新潟県         | 新潟総合テレビ     | 水曜 24時35分 - 25時00分 | 23日遅れ     |
| 長崎県         | テレビ長崎         | 火曜 24時35分 - 25時00分 | 29日遅れ     |
| 北海道         | 北海道文化放送     | 火曜 24時45分 - 25時10分 | 29日遅れ     |
| 沖縄県         | 沖縄テレビ         | 金曜 14時35分 - 15時00分 | 32日遅れ     |
| 山形県         | さくらんぼテレビ   | 木曜 24時35分 - 25時00分 | 38日遅れ     |
| 富山県         | 富山テレビ         | 月曜 25時35分 - 26時00分 | 56日遅れ     |
| 静岡県         | テレビ静岡         | 木曜 25時15分 - 25時40分 | 59日遅れ     |
| 宮城県         | 仙台放送           | 水曜 25時13分 - 25時38分 | 途中打ち切り |
| 岡山県・香川県 | 岡山放送           | 火曜 25時40分 - 26時05分 | 106日遅れ    |
| 関西広域圏     | 関西テレビ         | 月曜 24時35分 - 25時00分 | 175日遅れ    |

- ほとんどのネット局では、サッカー中継などで番組が休止になり、番組開始当初より遅れが拡大していた。
- テレビ新広島では基本的に同時ネットであるが、あくまでローカル枠で番販ネットをしている関係で3度未放送（振替放送なし）となり、2007年9月17日放送分の最終回も代替放送を行わず、9月10日が実質的な最終回となった。
- 岡山放送は2007年8月3日から放送開始。10月から金曜深夜から火曜深夜へ移動。
- 仙台放送は24 -TWENTY FOUR-の再放送のため、2007年7月25日を最後に打ち切り。
- 関西テレビは、2007年10月8日より第13回から放送を開始し、2007年12月15日放送の第21回で放送終了。

## 備考
- 番組冒頭のアイドリングトークにて、アンジェラ・アキのメガネの話やリア・ディゾンの都市伝説など、伊吹がスタジオを盛り上げられると豪語している鉄板話があった。しかし、番組内で披露されることはなかった。
- この番組では、メンバーが環境の話題から話が逸れそうになったり、他の番組で話したことをこの番組でも話そうとすると、他のメンバーから注意を受ける。しかし、番組がリニューアルされた第13回以降は注意されなくなった。
- 番組エンディングの提供バックで、伊吹と大和田による掛け合いがあった。元ネタはお笑いコンビ・クールポコの掛け合いから。
- 番組は2007年9月17日に終了したが、同年11月15日にTBS系の歌番組『うたばん』の終盤で復活。伊吹、大和田、小野寺、麻丘の4人がDチームとして出演し、環境クラシック「エリーゼのために」を熱唱した。Dチーム独特の掛け合いも復活。うたばんMCである石橋貴明、中居正広から突っ込みが入る中、番組の締め（次週のゲスト紹介、普段は中居が言っている「さようなり〜」等）もDチームメンバーが行った。
- 放映時に関東地区ではテレビ東京が昼過ぎに特攻野郎Aチームの再放送を行っていた。そのため番組表に環境野郎Dチームと特攻野郎Aチームの両方が載る日があった。